# Транзитивне відношення
Властивості бінарних відношень:
{\displaystyle \forall a,b,c\;\in {X}:}
рефлексивність {\displaystyle (aRa)\!}

антирефлексивність {\displaystyle \lnot (aRa)\!}

симетричність {\displaystyle aRb\Rightarrow bRa\!}

асиметричність {\displaystyle aRb\;\Rightarrow \lnot (bRa)}

антисиметричність {\displaystyle aRb\wedge bRa\Rightarrow a=b}

транзитивність {\displaystyle aRb\wedge bRc\Rightarrow aRc}

антитранзитивність {\displaystyle aRb\wedge bRc\Rightarrow \lnot (aRc)}

повнота {\displaystyle aRb\vee bRa\!}
В математиці, бінарне відношення R на множині X є транзитивним, якщо для будь-яких a, b, та c з X, виконується: коли a відноситься до b і b відноситься до c, то a відноситься до c.
Формально:
{\displaystyle \forall a,b,c\in X,\ aRb\land bRc\;\Rightarrow aRc}

## Нетранзитивне відношення
- Якщо ця умова дотримується не для всіх трійок a, b, c, то таке відношення називається нетранзитивним. Наприклад, не для всіх трійок {\displaystyle a,b,c\in \mathbb {N} } вірно, що {\displaystyle ~(a\nmid b)~\land ~(b\nmid c)~\Rightarrow ~(a\nmid c)}.
- Бінарне відношення R, задане на множині X називається нетранзитивним, якщо {\displaystyle \exists ~a,b,c\in X\colon ~(aRb)~\land ~(bRc)~\land ~\neg (aRc)}.

## Антитранзитивне відношення
- Існує більш «сильна» властивість — антитранзитивність. Під цим терміном розуміється, що для будь-яких трійок a, b, c відсутня транзитивність. Антитранзитивне відношення, наприклад — відношення перемогти в турнірах «на виліт»: якщо A переміг гравця B, а B переміг гравця C, то A не грав з C, отже, не міг його перемогти.
- Бінарне відношення {\displaystyle R}, задане на множині {\displaystyle X,} називається антитранзитивним, якщо для {\displaystyle \forall ~a,b,c\in X\colon ~(aRb)~\land ~(bRc)~\Rightarrow ~\neg (aRc)}.

## Особливості
- Якщо відношення {\displaystyle R} транзитивне, то зворотне відношення {\displaystyle R^{-1}} також транзитивне. Нехай {\displaystyle aR^{-1}b,~bR^{-1}c} , але за визначенням оберненого відношення {\displaystyle cRb,~bRa}. Так як {\displaystyle R} транзитивне, то {\displaystyle cRa} і {\displaystyle aR^{-1}c}, що й потрібно було довести.
- Якщо відношення {\displaystyle R,~S} транзитивні, то відношення {\displaystyle T~=~R\cap S} транзитивне. Нехай {\displaystyle aTb,~bTc\Rightarrow ~aRb,~aSb,~bRc,~bSc}. З транзитивності {\displaystyle R,~S} слідує {\displaystyle aRc,~aSc}, але з визначення перетину відносин отримуємо {\displaystyle aTc}, що й потрібно було довести.

## Приклади транзитивних відношень
- Відношення часткового порядку:
  - строга нерівність {\displaystyle \colon ~(a<b),~(b<c)~\Rightarrow ~(~a<c)\;}
  - нестрога нерівність {\displaystyle \colon ~(a<=b),~(b<=c)~\Rightarrow ~(~a<=c)\;}
  - включення підмножини:
    - строга підмножина {\displaystyle (A\subset B\ ;and;B\subset C)\Rightarrow (A\subset C)}
    - нестрога підмножина {\displaystyle (A\subseteq B\ ;and;B\subseteq C)\Rightarrow (A\subseteq C)}

  - подільність:
    - {\displaystyle (a\mid b),~(b\mid c)~\Rightarrow ~(a\mid c)\;}
    - {\displaystyle (a\,\vdots \,b),~(b\,\vdots \,c)~\Rightarrow ~(a\,\vdots \,c)\;}
- Рівність {\displaystyle \colon ~(a=b),~(b=c)\Rightarrow ~(a=c)\;}
- Еквівалентність {\displaystyle \colon ~(a\Leftrightarrow b),~(b\Leftrightarrow c)~\Rightarrow ~(a\Leftrightarrow c)\;}
- Імплікація {\displaystyle \colon ~(a\Rightarrow b),~(b\Rightarrow c)~\Longrightarrow ~(a\Rightarrow c)\;}
- Паралельність {\displaystyle \colon ~(a\parallel b),~(b\parallel c)~\Rightarrow ~(a\parallel c)\;}
- Відношення подібності геометрических фігур
- Бути предком.

## Приклади нетранзитивних відношень
- Харчовий ланцюжок: це відношення не завжди є транзитивним (приклад — вовки їдять оленів, олені їдять траву, але вовки не їдять траву).
- Бути переважніше ніж. Якщо ми хочемо яблуко замість апельсина, а замість яблука ми б хотіли кавун, то це не значить, що ми віддамо перевагу кавуну.
- Бути другом.
- Бути колегою по роботі.
- Бути підлеглим. Наприклад, у часи феодального ладу в Західній Європі була в ходу приказка: «Васал мого васала — не мій васал».
- Бути схожим на іншу людину.

## Приклади антитранзитивних відношень
- Бути сином (батьком, бабусею).
- Гра «Камінь, ножиці, папір». Камінь перемагає ножиці, ножиці виграють у паперу, але камінь програє паперові і т. д.